# Joe Maca
Joseph Andre Maca (nacido el 28 de septiembre de 1920 en Bruselas, Bélgica; fallecido el 13 de julio de 1982 en Massapequa, Nueva York) fue un futbolista estadounidense de origen belga que jugó como defensor.
Durante su trayectoria, jugó en el RCS La Forestoise y en el White Star AC, ambos de Bélgica, y en el Brooklyn Hispano de los Estados Unidos.
Fue un militar belga durante la Segunda Guerra Mundial. 
Actualmente figura como miembro de la National Soccer Hall of Fame desde 1976.

## Selección nacional
Jugó tres partidos con la selección estadounidense y marcó un gol. Disputó la Copa Mundial de Fútbol de 1950 realizada en Brasil, jugó los tres encuentros, incluyendo la victoria por 1–0 frente a Inglaterra en una de las mayores sorpresas de la historia del deporte. Su único gol fue en la derrota por 2-5 ante Chile, partido válido por la tercera fecha del mundial de dicho año.

### Participaciones en Copas del Mundo
| Mundial                        | Sede   | Resultado    | Partidos | Goles |
| ------------------------------ | ------ | ------------ | -------- | ----- |
| Copa Mundial de Fútbol de 1950 | Brasil | Primera fase | 3        | 1     |

## Clubes
| Club              | País           | Año         |
| ----------------- | -------------- | ----------- |
| RCS La Forestoise | Bélgica        | Desconocido |
| Brooklyn Hispano  | Estados Unidos | Desconocido |
| White Star AC     | Bélgica        | 1950 - 1951 |